# Launoy
Launoy es una comuna francesa situada en el departamento de Aisne, de la región de Alta Francia.

## Geografía
Está ubicada a 14 km al sureste de Soissons. 

## Demografía
| 83 | 83 | 75 | 71 | 63 | 69 | 99 | 97 |
| Para los censos de 1962 a 1999 la población legal corresponde a la población sin duplicidades (Fuente: INSEE [Consultar]) |    |    |    |    |    |    |    |